# トランスフェラビリティー
トランスフェラビリティー (Transferability、移植性) は、原子の価電子部分から作られた擬ポテンシャルが実際のバンド計算に使用されるに際して、周りの環境の変化（周りの原子の配位の数、方向の変化や、周りに異なる種類の元素が存在する場合〔例：化合物〕など）にどのくらい精度を保ったまま対応できるのかを表す尺度と言える。トランスフェラビリティーの高い擬ポテンシャルは、信頼性及び汎用性の高い良いポテンシャルと言える。